# ココナッツ

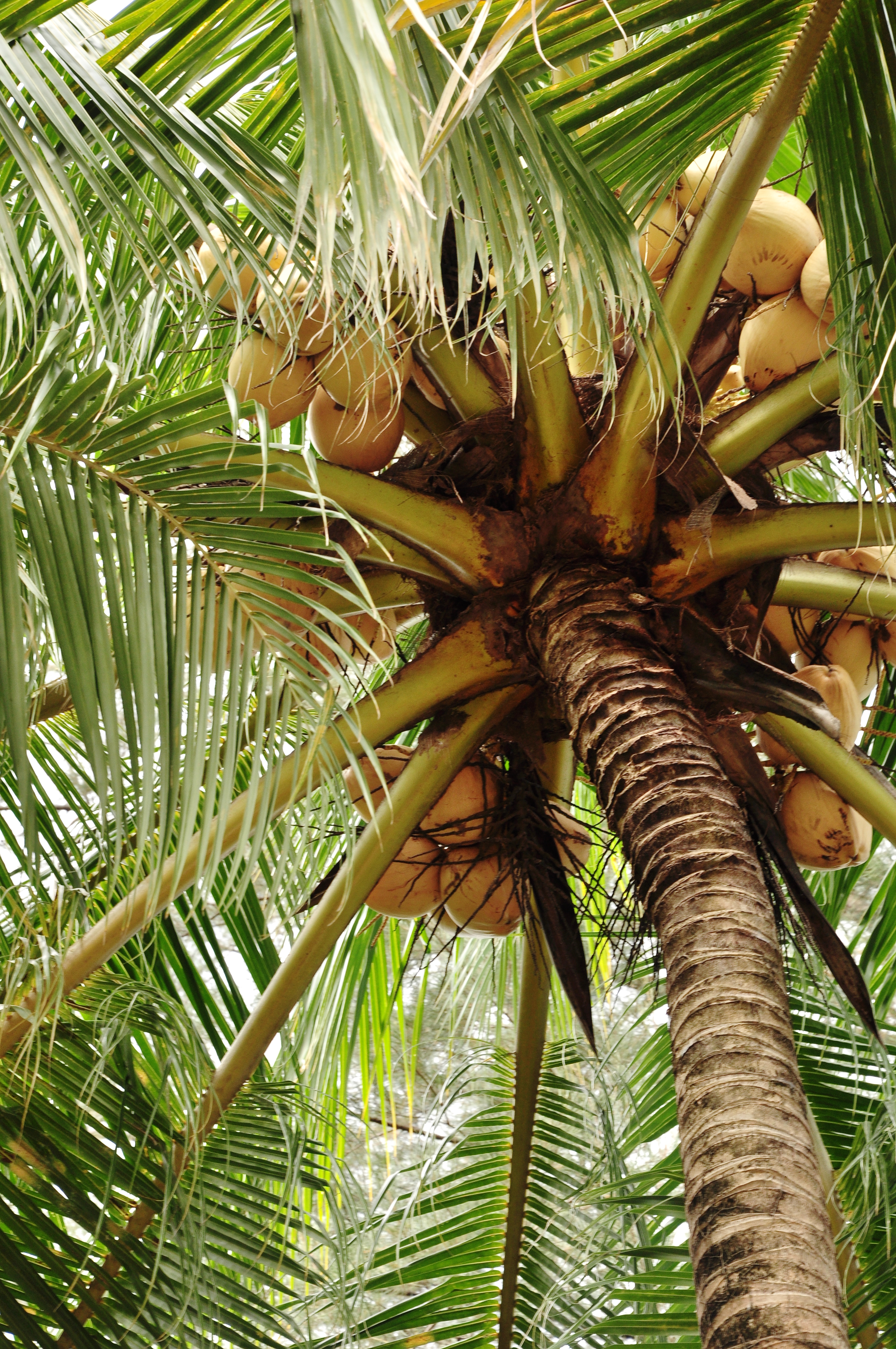
木になった状態のココナッツ

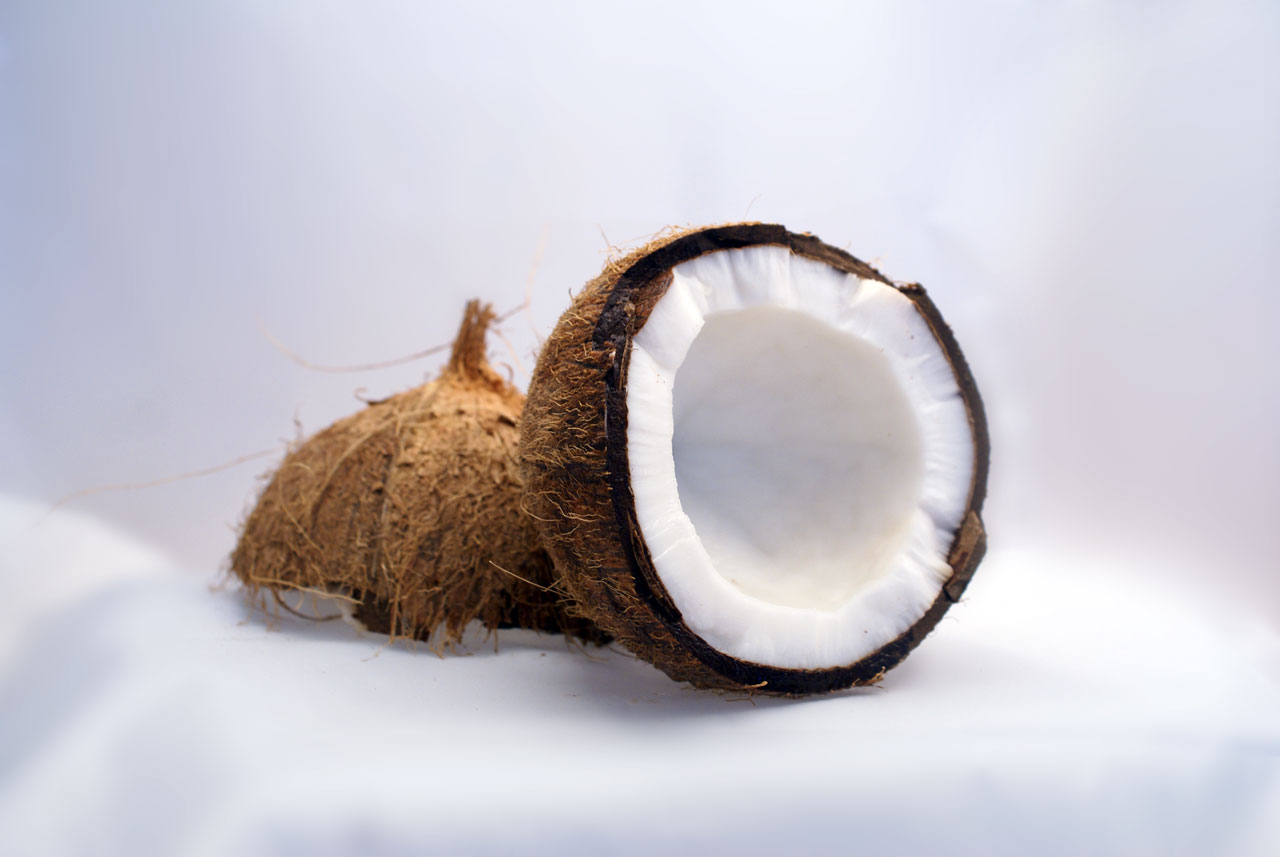
熟果の断面。白い部分が固形胚乳。

ココナッツ（英語: coconut）はヤシ科の単子葉植物であるココヤシの果実である。ココナツあるいは、椰子の実ともいう。

## 概要
果実は繊維質の厚い殻に包まれ、その中に固い殻に包まれた大きな種子がある。種子の内部は大きな胚乳に占められ、周縁部の固形胚乳と中心部の液状胚乳に分かれる。
未熟果はこりこりした固形胚乳を生食するほか、液状胚乳をココナッツジュース（ココナツ水）として飲用する。東南アジアでは常温または冷やして飲むことが多いが、インドネシア西部のアチェ州などでは殻に穴を開けて香辛料や蜂蜜などを入れて、薪を燃やした火で温める焼きココナツが名物であり、健康に良いと信じられている。
成熟果の胚乳を削りとって乾燥させたものはコプラと呼ばれ、ヤシ油の原料として重要である。洋菓子の材料とされるココナッツはコプラを細かくおろしたもので、甘味をつけて使用することもある。生の成熟果の胚乳やコプラを水に浸して浸出液を揉み出したものはココナッツミルクと呼ばれ、白色で脂肪分を多く含み、熱帯各地で様々な料理の素材として用いられる。
また、植物の組織培養の培地に使うココナッツミルク（ココナッツジュース）は未熟果実の液状胚乳のことであり、料理に使うコプラ由来のココナッツミルクとは異なる。
外皮からはココナッツファイバーと呼ばれる強靭な天然繊維が得られ、ロープやマットなどに加工される。
殻は加工して食器や工芸品、あるいは未加工のまま燃料として利用される。

## 栄養
ココナッツには水溶性食物繊維が多いとする記述が見受けられるが、ココナッツチップやココナッツパウダーの水溶性食物繊維量は非常に少なく、ほとんどは不溶性食物繊維である。その多くはセルロースが占めている。

## 画像

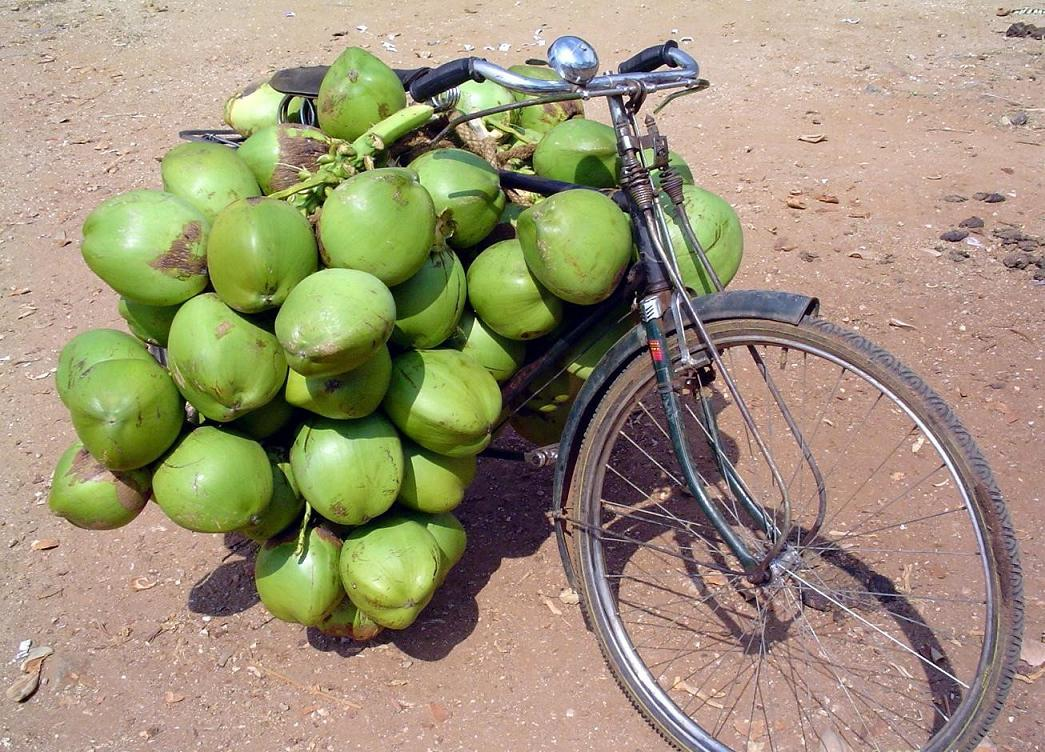
収穫された未熟果
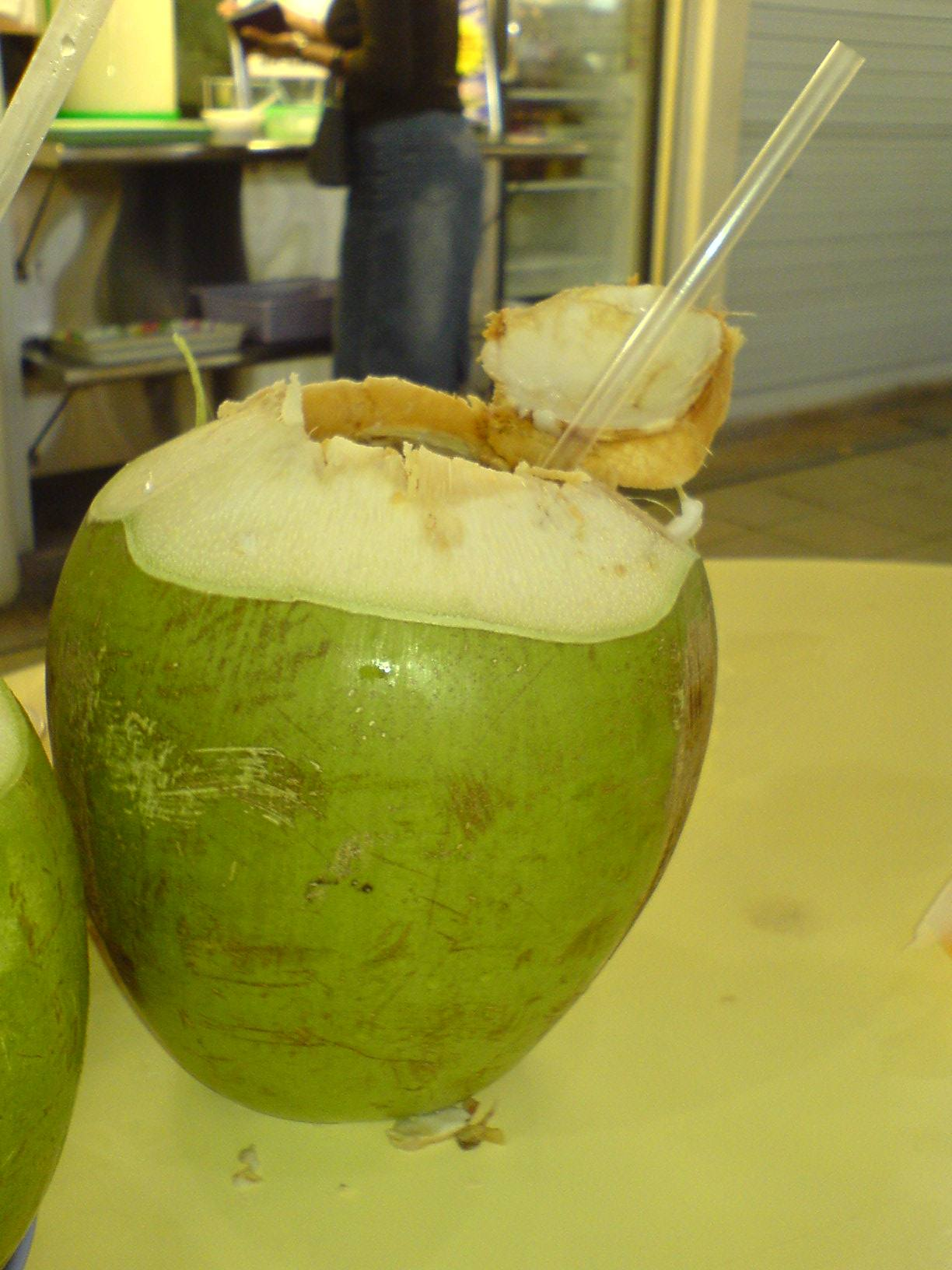
ジュースとして飲用される未熟果
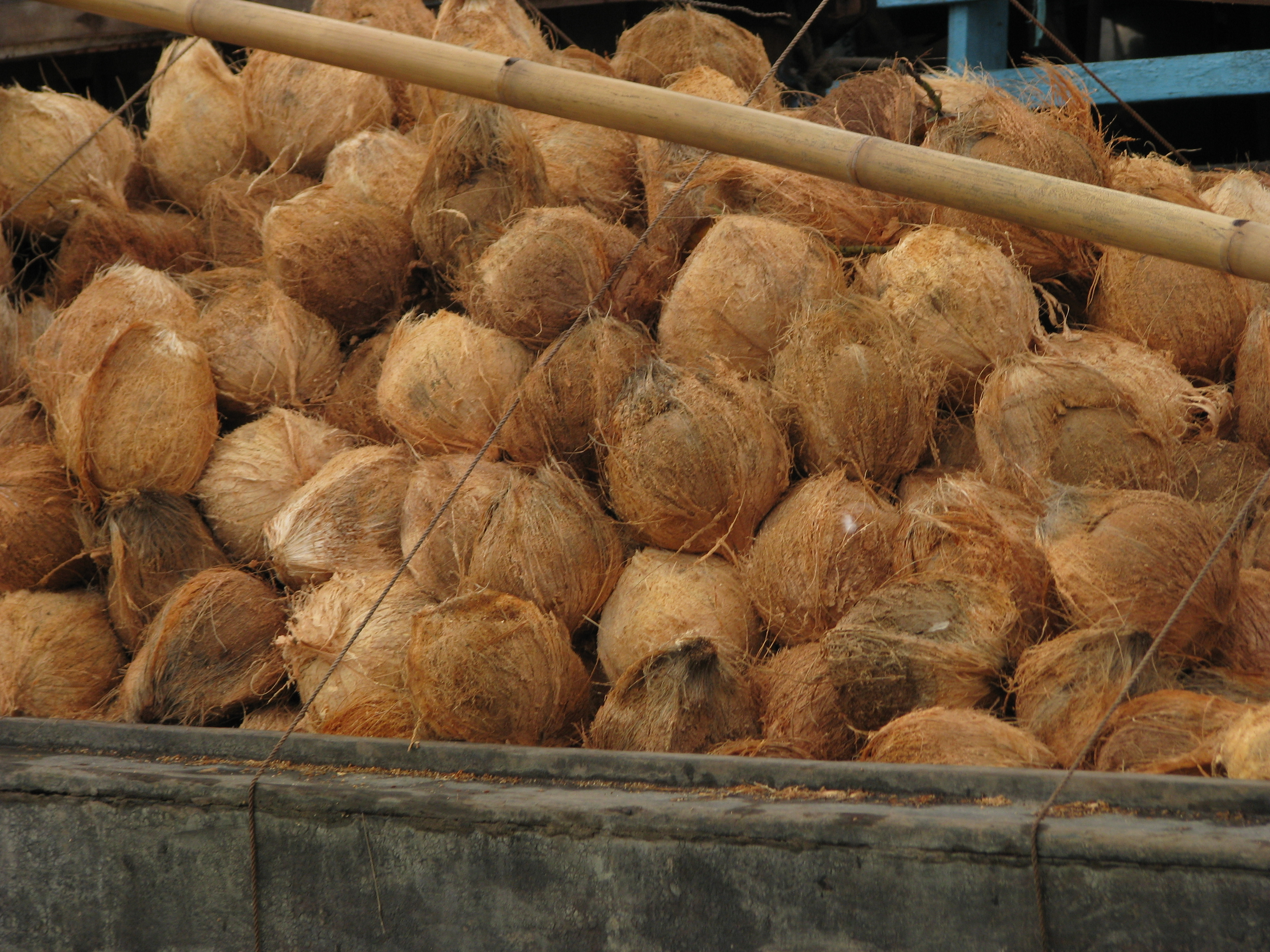
陳列された成熟果
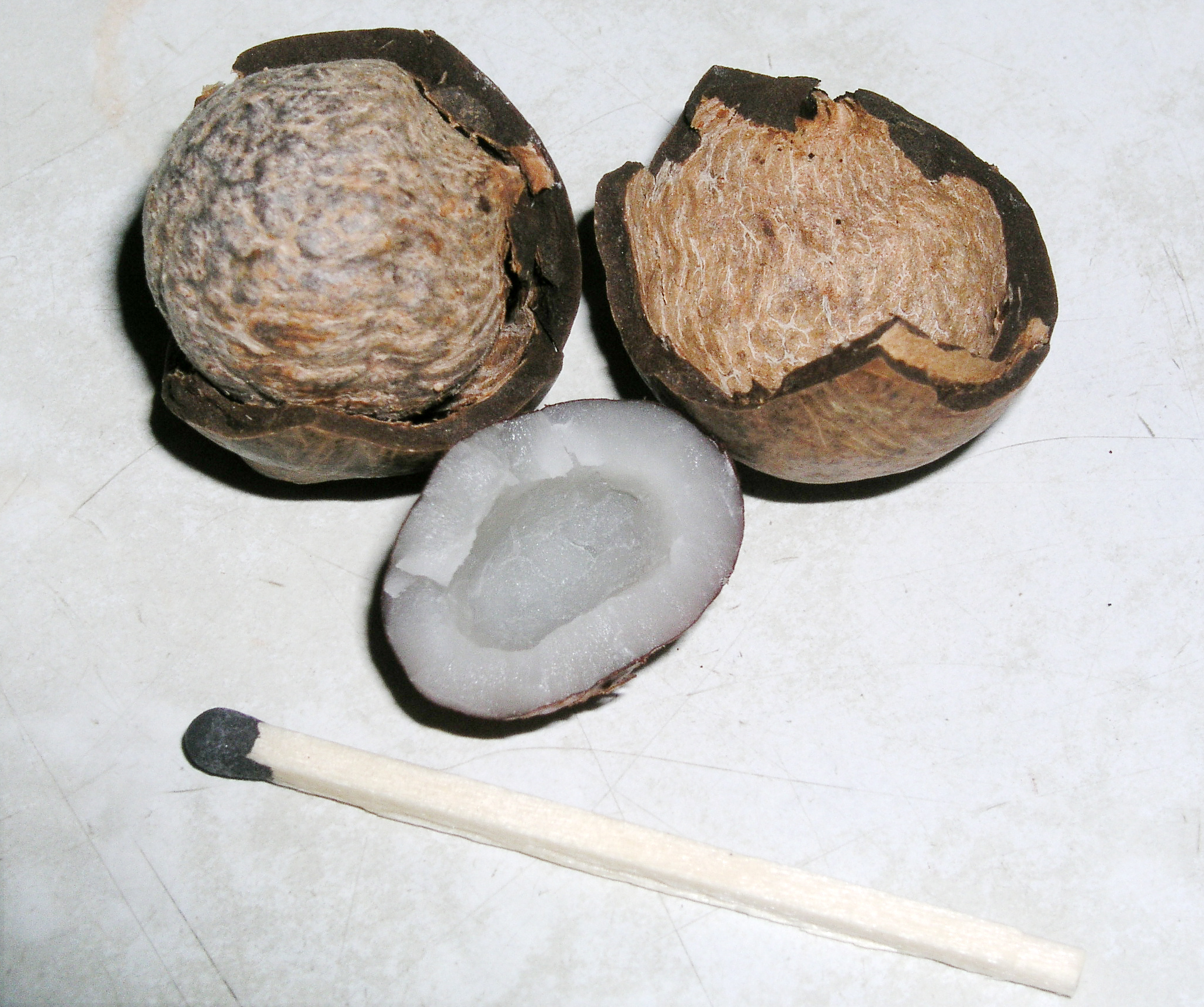
ペルーの小さいココナッツ 手前はサイズ比較用のマッチ棒

## 収穫

### サルを酷使する問題
タイ王国の一部では、ココナッツの収穫に訓練されたサルを使役する。アメリカ合衆国の動物権利擁護団体は、サルが酷使されているとされることを問題視し、タイのココナッツ加工の大手企業テパドンポーン・ココナツ社がサルから搾取しながら、その事実についてうそを付いたと主張した。この主張がなされた2020年以降、アメリカ合衆国のスーパーマーケットではココナッツミルクの販売を停止するなどの動きが見られた。